# Аура (име)
Аура (мађ. Aura) је женско име које се користи у мађарском језику, води порекло из енглеског језика (енгл. Aurea), које вуче корене и латинског речи аурус (лат. aureus), и има значење: злато. Женски је парњак мушког имена Аурел.
Сродна имена су Аурелија и Рела.

## Имендани
- 19. јули.
- 2. децембар.

## Варијације имена
- Аурачка (мађ. Aurácska),
- Аурика (мађ. Aurika),
- Рели.
- Ора